# Jamie Roberts
Jamie Huw Roberts (Newport, 8 novembre 1986) è un rugbista a 15 e medico britannico, internazionale per il Galles, dal 2020 tre quarti centro degli Dragons in Pro14.

## Biografia
Nativo di Newport, Roberts crebbe a Cardiff dove compì tutti gli studi primari e superiori; nel 2004 debuttò in prima squadra per il Cardiff RFC e nel 2006 iniziò gli studi di medicina all'Università di Cardiff. Nel 2007 debuttò da professionista nella franchise dei Cardiff Blues di Celtic League contro gli Ospreys, e pochi mesi più tardi, durante il Sei Nazioni 2008, debuttò in Nazionale gallese contro la Scozia a Cardiff.
Un anno dopo fu selezionato dal C.T. dei British Lions Ian McGeechan per il tour in Sudafrica del giugno-luglio successivo; in tale occasione disputò tutti e tre i test match della serie contro gli Springbok, persa dai Lions per due incontri a uno.
Nel 2010 si aggiudicò la Challenge Cup, suo primo titolo ufficiale, con i Cardiff Blues, e l'anno seguente fu incluso nella rosa della nazionale che prese parte alla Coppa del Mondo di rugby 2011, giungendo al quarto posto finale.
Due volte consecutive campione del Sei Nazioni (di cui quella del 2012 con il Grande Slam), ha preso parte al suo secondo tour consecutivo dei British Lions, quello del 2013 in Australia, nel corso del quale scese in campo nell'ultimo dei tre test match contro gli Wallabies marcando anche una meta nel complessivo 41-16 che diede ai Lions sia la partita che la vittoria per 2-1 nella serie.
Nel luglio 2013 si è laureato in medicina all'Università di Cardiff; chitarrista dilettante, durante il tour in Australia è stato invitato dai membri della band gallese dei Manic Street Preachers, quella sera in concerto a Melbourne, a eseguire con loro un paio di brani alla chitarra ritmica.
Dalla 2013 al 2015 Jamie Roberts ha militato nel club francese di prima divisione del Racing Métro 92. Con la sua Nazionale ha disputato la Coppa del Mondo di rugby 2015. Dopo il torneo si è iscritto all'Università di Cambridge per prendere un master in filosofia della scienza medica, giocando anche per la squadra di rugby dell'università. Infatti a dicembre prende parte allo storico Varsity Match che però conclude uscendo per infortunio; la partita sarà poi vinta da Oxford.
Nell'estate del 2015 firma con gli Harlequins in Premiership un contratto da 380.000 sterline annui, che lo ha reso uno dei giocatori più pagati al mondo. A dicembre gioca la sua prima partita contro Calvisano, segnando anche la sua prima meta con i Quins.
A marzo 2018 annuncia che dalla stagione successiva giocherà con Bath Rugby.

## Palmarès
- Challenge Cup: 1
Cardiff Blues: 2009-10